# 松原健
松原健（日语：松原 健；1993年2月16日—），日本足球運動員，日本國家足球隊成員，司職后卫，現效力日職球隊橫濱水手。

## 俱樂部生涯
松原健出身于大分三神下属组织，2011年升入一队。松原健上赛季租借效力新潟天鹅，在联赛出场31场并在8月首次入选了日本国家足球队。
大分三神官方宣布后卫松原健正式租借变转会加盟新潟天鹅。
松原健2017年从新潟天鹅转会加盟，本赛季出场26次，打进1球。

## 外部連結
- 松原健 – FIFA國際賽競賽紀錄 (存檔)
- 日本職業足球聯賽中的松原健 （日語）
- 松原健 （页面存档备份，存于）于横滨水手官网上的档案